# Franklin April
Franklin Nico April (Vinduque, 18 de abril de 1984 - Vinduque, 18 de outubro de 2015) foi um futebolista namibiano que jogava como defensor.
Jogou durante toda a carreira em uma única equipe, o Civics, de sua cidade natal, pelo qual foi campeão nacional entre 2005 e 2007, além de ter conquistado a Copa da Namíbia por 2 vezes. 

## Seleção
Pela Seleção Namibiana, April disputou a Copa Africana de Nações de 2008, na qual o selecionado foi eliminado ainda na primeira fase. Em 5 anos defendendo os Brave Warriors, atuou em 20 partidas, não tendo marcado nenhum gol.

## Morte
April faleceu em 18 de outubro de 2015, em Vinduque, depois de sofrer uma crise asmática. O jogador tinha 31 anos de idade.

## Links
- Perfil no site do Civics
- Franklin April em National-Football-Teams.com